# جی گارنر
جی مونتگومری گارنر (انگلیسی: Jay Montgomery Garner؛ زادهٔ ۱۵ آوریل ۱۹۳۸ میلادی)، سپهبد بازنشسته نیروی زمینی ایالات متحده و سیاست‌مدار اهل آمریکا است که در سال ۲۰۰۳ میلادی به عنوان مدیر دفتر بازسازی و کمک‌های انسان‌دوستانه (ORHA) برای عراق که توسط ایالات متحده دو ماه پیش از تهاجم به عراق در ۳۰ دی ۱۳۸۱ تشکیل شده بود، منصوب شد. قرار بود این دفتر تا تشکیل حکومتی مردمی به عنوان دولت سرپرست در عراق حاکم باشد.
با انحلال این دفتر و تشکیل حکومت ائتلاف موقت عراق در ماه ژوئن سال ۲۰۰۳ میلادی، گارنر به عنوان نخستین رئیس اجرایی این حکومت انتخاب شد. اما وی در کمتر از یک ماه، سمت خود را به پل برمر واگذار کرد.